# Amt Mittelholstein
Het Amt Mittelholstein is een Amt in de Duitse deelstaat Sleeswijk-Holstein. Het bestaat uit 30 gemeenten in de Kreis Rendsburg-Eckernförde. Het bestuur is gevestigd in Hohenwestedt, nevenvestigingen zijn er in Aukrug, Hanerau-Hademarschen en Padenstedt.
Het Amt ontstond in 2012 door samenvoeging van de voormalige Ämter Aukrug, Hanerau-Hademarschen en Hohenwestedt-Land en de tot dan Amtvrije gemeente  Hohenwestedt. 

## Deelnemende gemeenten
1. Arpsdorf
2. Aukrug
3. Beldorf
4. Bendorf
5. Beringstedt
6. Bornholt
7. Ehndorf
8. Gokels
9. Grauel
10. Hanerau-Hademarschen
11. Heinkenborstel
12. Hohenwestedt
13. Jahrsdorf
14. Lütjenwestedt
15. Meezen
16. Mörel
17. Nienborstel
18. Nindorf
19. Oldenbüttel
20. Osterstedt
21. Padenstedt
22. Rade b. Hohenwestedt
23. Remmels
24. Seefeld
25. Steenfeld
26. Tackesdorf
27. Tappendorf
28. Thaden
29. Todenbüttel
30. Wapelfeld